# Dicle (Türkei)

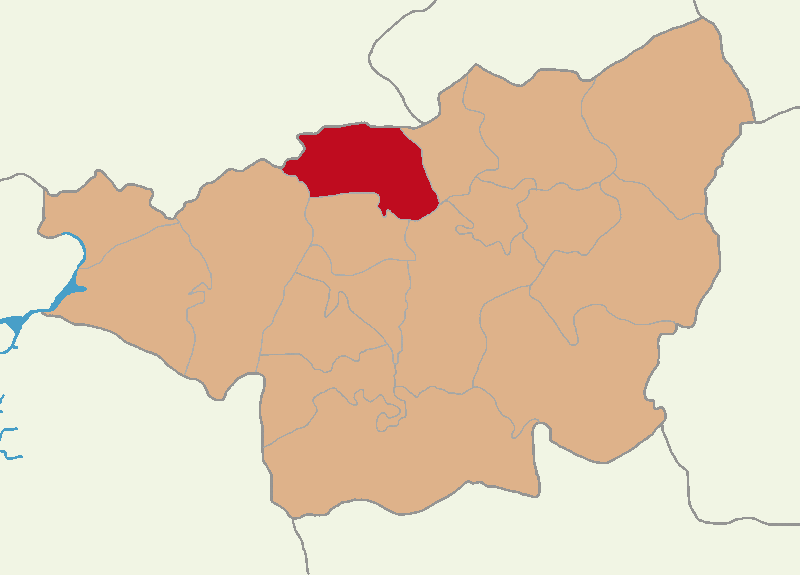
Lage von Dicle innerhalb von Diyarbakır

Dicle (zazaisch Piran, kurdisch Pîran) ist eine Stadt im gleichnamigen Landkreis der türkischen Provinz Diyarbakır und gleichzeitig ein Stadtbezirk der 1993 geschaffenen Büyükşehir belediyesi Diyarbakır (Großstadtgemeinde/Metropolprovinz). Dicle liegt im Norden der Provinz und grenzt an die Provinz Elazığ. Der Kreis Dicle entstand 1936.
Ende 2020 lag Dicle mit 37.534 Einwohnern auf dem 10. Platz der bevölkerungsreichsten Landkreise in der Provinz Diyarbakır. Die Bevölkerungsdichte liegt mit 51 Einwohnern je Quadratkilometer unter dem Provinzdurchschnitt (118 Einwohner je km²).

## Persönlichkeiten
- Emine Ayna (* 1968), Politikerin